# Visconde de Gomes Pinto
O título de Visconde de Gomes Pinto foi criado por D. Carlos I de Portugal por decreto de 24 de março de 1899, a favor de João Gomes Pinto.

## Biografia
João Gomes Pinto (1835-1901) era natural de Mesão Frio, e foi o 1.º e único detentor deste título. Partiu novo para o Brasil onde fez fortuna. Foi também Comendador da Ordem de Cristo. Casou com Maria Antónia Ferreira de Queirós deixando descendência.